# Dead By Inches
Dead By Inches（デッド バイ インチーズ）は、日本のロックバンド。

## 概要
東京を中心に活動するロックバンド。インディー・ロック／ドリーム・ポップのサウンドをベースに、個性的で浮遊感のある歌声でポップなメロディを乗せる楽曲が特徴。楽曲にとどまらず、映像作品・デザイン・ジャケット制作までDIYで活動している。
2023年9月27日リリースの1st EP『Instinct, Filter Bubble』に先駆けてリリースした楽曲『That I』は、Spotify海外公式プレイリスト『Shoegaze Now』にピックアップされ、12月にはタイ・バンコクのロックフェス『Maho Rasop 2023』に出演。インディーシーンで徐々に注目を集めている。
主な楽曲はmiaiが作詞・作曲を担当。活動前期はトムラが作詞・作曲をしている楽曲も存在していた。
2022年にリリースした『0303』以降の映像作品・アートワーク・物販はドラムのイチカワが主に担当していた。

## メンバー
- miai（ボーカル・ギター）
- Ryuya（ギター）
- Towa（ベース）
- Yoshitsugu（ドラム）

## 経歴
2020年、弾き語りをメインに活動していたmiaiが当時同じバイト先の同僚であったトムラを誘い、miaiがTowaを、トムラがタニを、それぞれ所属していた音楽サークルから誘って9月に結成された。下北沢・渋谷のライブハウスを中心にライブ活動を開始する。11月にはシングル『eve』をリリース。
2021年、1月に2曲入りシングル『遊泳/Thursday』をリリース。6月のライブでトムラ・タニが脱退、バンドは活動休止期間に入る。9月にバンドメンバー募集サイトを通してイチカワが加入。水面下で楽曲制作が始まる。
2022年、6月シングル『0303』リリース。8月には同じくメンバー募集サイトを通してフクタニが加入。現在の体制となる。9月にはライブ活動を再開し、シングル『Donuts』をリリース。本格的に活動を再開する。
2023年、精力的なライブ活動の傍ら、6月にシングル『That I』をリリース。Spotify公式プレイリスト『Shegaze Now』にピックアップされるなど、国内外からの注目を集める。7月にシングル『Hikari』、8月にはEP『Instinct, Filter Bubble』をキャリア初のフィジカルリリースとして発表し、11月に初の自主企画である『1st EP Release Party “Soft”』を下北沢THREEにて開催。9月に開催された『GLOBAL PLAYGROUND AUDITION 2023』ウィナーとして12月にタイ・バンコクの大型ロックフェス『Maho Rasop 2023』に出演。初の海外進出となる。
2024年、国外インディーバンドとの共演が増す中、6月にシングル『Frolida』9月にシングル『Tokiko』をリリース。9月末のライブでギターのフクタニとドラムのイチカワが脱退。
2025年、サポートメンバーのYoshitsugu(Dr.) / Ryuya(Gt.) が正式に加入。

## ディスコグラフィ
| リリース日    | 規格     | タイトル                | フォーマット |
| ------------- | -------- | ----------------------- | ------------ |
| 2020年11月3日 | シングル | eve                     | 配信         |
| 2021年1月23日 | シングル | 遊泳                    | 配信         |
| 2022年6月17日 | シングル | 0303                    | 配信         |
| 2022年9月28日 | シングル | Donuts                  | 配信         |
| 2023年6月28日 | シングル | That I                  | 配信         |
| 2023年7月19日 | シングル | Hikari                  | 配信         |
| 2023年8月9日  | EP       | Instinct, Filter Bubble | 配信とCD     |